# Nikolaj Juul-Sandberg
Nikolaj Juul-Sandberg (* 21. April 2006) ist ein dänischer Fußballspieler.
Er spielt derzeit bei seinem Jugendverein Odense BK und ist ein zentraler Mittelfeldspieler, kann aber auch im defensiven Mittelfeld eingesetzt werden. Zudem ist Juul-Sandberg auch dänischer Nachwuchsnationalspieler.

## Karriere

### Verein
Nikolaj Juul-Sandberg spielte anfänglich in Middelfart, einer Stadt auf Fünen am Lillebælt, bei Middelfart G&BK, bevor er als U14-Spieler in die Jugendabteilung von Odense BK gewechselt war. In Odense erhielt er im Ende Juni 2022 einen Vertrag mit einer Laufzeit bis Sommer 2025, der Ende August 2023 dann um weitere drei Jahre verlängert wurde. Die Profis von „OB“ stiegen zum Ende der Saison 2023/24 in die zweite Liga ab. Am 6. August 2024 gab Juul-Sandberg im Alter von 18 Jahren sein Pflichtspieldebüt für die Profimannschaft, als er beim Erstrundenspiel im dänischen Pokal bei seinem ehemaligen Verein aus Middelfart in der 77. Minute für Markus Jensen eingewechselt wurde. Am 18. Januar 2024 folgte dann sein erstes Punktspiel und hatte hierbei beim 5:1-Auswärtssieg gegen den FC Roskilde einen neunminütigen Kurzeinsatz, wo ihm auch das Tor zum Endstand gelang.

### Nationalmannschaft
Nikolaj Juul-Sandberg ist dänischer Nachwuchsnationalspieler und kam als solcher für die Mannschaften in den Altersklassen U16, U17, U18 und U19 zum Einsatz.